# Élection présidentielle argentine de 1999
L'élection présidentielle argentine de 1999 a eu lieu le 24 octobre 1999.
Elle voit la victoire de Fernando de la Rúa, membre de l'Union civique radicale, face à Eduardo Duhalde membre du Parti justicialiste.